# Майли
Майли́ (каз. Майлы) — село у складі Железинського району Павлодарської області Казахстану. Адміністративний центр Майлинського сільського округу.
Населення — 237 осіб (2021; 218 у 2009, 648 у 1999, 1151 у 1989).
Національний склад станом на 1989 рік:
- казахи — 66 %.

До 2023 року село називалось Озерне.